# سیاهرگ قلبی کوچک
سیاهرگ قلبی کوچک که به نام سیاهرگ تاجی (کرونری) راست نیز شناخته می‌شود، یک سیاهرگ تاجی (کرونر) است که دهلیز راست و بطن راست قلب را تخلیه می‌کند. این سیاهرگ به‌رغم اندازه کوچک خود، یکی از رگ‌های اصلی تخلیه خون از قلب است. سیاهرگ قلبی کوچک خون را از قسمت خلفی دهلیز و بطن راست دریافت می‌کند.
سیاهرگ قلبی کوچک در شیار کرونری بین دهلیز راست و بطن راست قرار دارد و به سمت انتهای راست سینوس تاجی باز می‌شود.
سیاهرگ قلبی کوچک ممکن است به سینوس کرونر، دهلیز راست، سیاهرگ قلبی میانی تخلیه شود یا وجود نداشته باشد.